# Српска добровољачка гарда
Српска добровољачка гарда (СДГ) је била паравојна формација коју је основао и предводио Жељко Ражнатовић Аркан, услед чега је била позната и под именом Арканови тигрови или Аркановци.

## Историја
Српску добровољачку гарду је основало 11. октобра 1990. двадесет добровољаца, углавном навијача ФК Црвене звезде, којима је Аркан био вођа. Припадници паравојних снага су се изјашњавали као патриоте којима је био циљ заштита Срба изван граница Србије током југословенских ратова 90-их година 20. века. Извештаји се не слажу по питању бројности Гарде - различити извори наводе од неколико стотина па до више од 10.000 добро увежбаних бораца.
Гардисти су се борили у Хрватској (1991—1992) и Босни и Херцеговини (1992—1995). Штаб Гарде и Центар за обуку су се налазили у Ердуту, у источној Славонији, данас делу Хрватске. Српска добровољачка гарда је званично распуштена априла 1996. Поред Аркана, врло важан члан гарде био је и пуковник Милорад Улемек Легија.
Ражнатовића је 1997. године Хашки трибунал оптужио због командовања Гардом пошто је јединица, по наводима оптужбе, одговорна за бројне злочине против човечности, озбиљно кршење Женевске конвенције и закона и обичаја рата. Такође, Хашки трибунал је објавио листу око седамдесет Бошњака које је убила Гарда на челу са Арканом у околини Санског Моста.
Жељко Ражнатовић Аркан је убијен 15. јануара 2000. у Београду.

## Оптужбе за ратне злочине
Жељко Ражнатовић је 1997. године оптужен од Међународног кривичног суда за бившу Југославију због командовања Гардом, јер је јединица наводно одговорна за бројне злочине против човечности, тешке повреде Женевске конвенције и кршења закона и обичаја ратовања, укључујући активно учешће у етничком чишћењу у Бијељини и Зворнику 1992. године.
МКСЈ је Српску добровољачку гарду, под командом или надзором Жељка Ражнатовића, оптужио за:
- Присилно затварање тридесетак мушкараца несрпске националности и једне жене, без хране и воде, у неадекватно проветреној котларници од приближно пет квадратних метара.
- Превоз дванаест мушкараца несрба из Санског Моста на изоловану локацију у селу Трнова, где су пуцали и убили једанаест мушкараца, а дванаестог тешко ранили.
- Силовање муслиманке у аутобусу испред хотела Санус у Санском Мосту.
- Отприлике шездесет седам мушкараца несрпске националности и једну жену из Санског Моста, Шеховаца и Побријеза превезли на изоловану локацију у селу Сасина и стрељали их, убили шездесет пет заробљеника и ранили двоје преживелих.
- Присилно затварање око тридесет пет мушкараца несрба у неадекватно проветрену котларницу од око пет квадратних метара, премлаћивање и одузимање хране и воде, што је резултирало смрћу двојице мушкараца.

## Финансирање
Михајло Улемек, некадашњи припадник СДГ-а са чином пуковника, навео је у емисији Балкан инфо, да је Гарда имала различите финансијере, међу којима је поменуо да је Дафина Милановић у једном наврату донирала седам милиона марака, а да је Богољуб Карић дао нешто новца, набавио једно санитетско возило и истакнутим припадницима обезбедио мобилне телефоне.

## Честа заблуда
Иако се често меша са Српском гардом Ђорђа Божовића Гишке, „Српска добровољачка гарда“ Жељка Ражнатовића Аркана са њом није имала никакве везе.

## Истакнути чланови
- Жељко Ражнатовић „Аркан“ — командант СДГ
- Борислав Пелевић — кандидат за председника Србије 2002. и 2004. године
- Милорад Улемек „Легија” — командант ЈСО
- Звездан Јовановић „Змија”
- Михајло Улемек — пуковник СДГ и медијска личност[3]
- Срђан Голубовић — тренс ди-џеј

Многи од бивших чланова „Арканових тигрова” су истакнуте личности у Србији, које одржавају блиске везе међу собом и са руским националистичким организацијама. Југослав Симић и Светозар Пејовић позирали са руским Ноћним вуковима, Цеца (Арканова удовица) наступила је за Владимира Путина током његове посете Србији, Срђан Голубовић је популарни тренс извођач познат као „Џеј Макс”, а Rolling Stone га је идентификовао као војника СДГ који шутира лешеве цивила у Бијељини на фотографији из 1992. године.

## У популарној култури
- У филму Иза непријатељских линија из 2001. (слободно заснованом на причи о пилоту Скоту О'Грејдију током рата у Босни), јединица се појављује као главни антагонист, предвођени измишљеним Мирославом Локаром.
- У српском филму Турнеја из 2008. године, група српских глумаца одлази на турнеју по ратом разореној Босни. Између осталих фракција, они сусрећу неименовану паравојну јединицу која носи ознаке сличне онима Српске добровољачке гарде. Командант јединице (коју игра Сергеј Трифуновић) је очигледно заснован на Аркану.
- У јапанском анимеу Јормунганд из 2012. један од антагониста је Драган Николајевич, командант Балканских змајева. Његов изглед, па чак и биографија, веома подсећају на Арканове.
- Филм Twice Born (2012) заснован је на роману Маргарет Мацантини смештен у позадини Босанског рата.
- У четрнаестој епизоди прве сезоне серије Law & Order: Criminal Intent, "Homo Homini Lupis", осумњичени у истрази оптужен је за силовање младе девојке. Током саслушања, детективи идентификују осумњиченог као бившег припадника добровољачке гарде због тетоваже тигра на леђима.